# 박빙
《박빙》(薄冰)은 2023년 방송되었던 중국의 드라마이다.

## 등장 인물
- 펑관잉 - 천치엔 역
- 천위치 - 위춘양 역
- 푸다룽 - 이다 유타로 역
- 진소운 - 우뤄난 역
- 가오한위 - 시에동티엔 역
- 왕경송 (王劲松) - 관용산 역
- 오월 (吴越) - 치우잉시아 역
- 둥제 - 구만리 역
- 대의 (戴毅) - 마오징리 역
- 요안렴 (姚安濂) - 하이쑤 역

## 참고 사항
- 극중 위춘양 역을 맡은 천위치는 금일의가유 : 오늘도 힘내 이후 두달만에 출연하는 작품이기도 하다